# 5589 De Meis
Az 5589 Demeis (ideiglenes jelöléssel 1990 SD14) a Naprendszer kisbolygóövében található aszteroida. Henri Debehogne fedezte fel 1990. szeptember 23-án.